# Боснія і Герцеговина на літніх Олімпійських іграх 2008
Боснія і Герцеговина брала участь в літніх Олімпійських іграх 2008 року у Пекіні (Китай), вп'яте за свою історію. Олімпійська збірна країни складалася з 5 спортсменів (4 чоловіків та 1 жінки), які взяли участь у 4 видах спортивних змагань: з легкої атлетики, дзюдо, стрільби та плавання. Прапороносцем на церемонії відкриття був дзюдоїст Амель Мекич. Країна не завоювала жодної медалі.

## Легка атлетика
Чоловіки
Польові дисципліни
| Атлет      | Змагання       | Кваліфікація | Кваліфікація | Фінал      | Фінал      |
| Атлет      | Змагання       | Результат    | Позиція      | Результат  | Позиція    |
| ---------- | -------------- | ------------ | ------------ | ---------- | ---------- |
| Хамза Алич | штовхання ядра | 19.87        | 17           | Не пройшов | Не пройшов |

Жінки
Трекові дисципліни
| Атлетка      | Змагання | Фінал      | Фінал |
| Атлетка      | Змагання | Результат  | Місце |
| ------------ | -------- | ---------- | ----- |
| Люсія Кімані | марафон  | 2:35:47 NR | 42    |

## Дзюдо
Чоловіки
| Спортсмен   | Категорія | 1/32                           | 1/16                            | Чвертьфінал           | Півфінал              | Repechage 1                        | Repechage 2                     | Repechage 3           | Фінал                 | Фінал      |
| Спортсмен   | Категорія | Супротивник Результат          | Супротивник Результат           | Супротивник Результат | Супротивник Результат | Супротивник Результат              | Супротивник Результат           | Супротивник Результат | Супротивник Результат |            |
| ----------- | --------- | ------------------------------ | ------------------------------- | --------------------- | --------------------- | ---------------------------------- | ------------------------------- | --------------------- | --------------------- | ---------- |
| Амель Мекич | до 100 кг | Адлер Волмар (USA) W 0200–0000 | Асхат Житкеєв (KAZ) L 0001–1010 | Не змагався           | Не змагався           | Талаль Аль-Енезі (KUW) W 1100–0001 | Даніель Гадфі (HUN) L 0011–1001 | Не пройшов            | Не пройшов            | Не пройшов |

## Стрільба
Чоловіки
| Спортсмен     | Дисципліна                        | Кваліфікація | Кваліфікація | Фінал      | Фінал      |
| Спортсмен     | Дисципліна                        | Бали         | Місце        | Бали       | Місце      |
| ------------- | --------------------------------- | ------------ | ------------ | ---------- | ---------- |
| Неджад Фазлія | пневматична гвинтівка, 10 м       | 588          | 35           | Не пройшов | Не пройшов |
| Неджад Фазлія | гвинтівка, лежачи, 50 м           | 586          | 45           | Не пройшов | Не пройшов |
| Неджад Фазлія | гвинтівка на трьох позиціях, 50 м | 1148         | 43           | Не пройшов | Не пройшов |

## Плавання
Чоловіки
| Спортсмен   | Дисципліна        | Кваліфікація | Кваліфікація | Півфінал   | Півфінал   | Фінал      | Фінал      |
| Спортсмен   | Дисципліна        | Час          | Місце        | Час        | Місце      | Час        | Місце      |
| ----------- | ----------------- | ------------ | ------------ | ---------- | ---------- | ---------- | ---------- |
| Недим Нішич | батерфляй , 100 м | 57.16        | 64           | Не пройшов | Не пройшов | Не пройшов | Не пройшов |